# 劉易斯萊克 (明尼蘇達州)
劉易斯萊克（英語：Lewis Lake）是位於美國明尼蘇達州卡內貝克縣不倫瑞克鎮區的一個非建制地區。

## 地理
劉易斯萊克所處的海拔為高於海平面308米（即1010英呎），而該地所採用的時區為UTC-6，即北美中部時區（CST）。同時該地設有夏令時間，為UTC-6調快一小時，即UTC-5（CDT）。